# Tyrone Power Jr.
Tyrone William Power IV, detto Tyrone Power Jr. (Los Angeles, 22 gennaio 1959), è un attore statunitense.

## Biografia
Tyrone William Power è l'unico figlio maschio di Tyrone Power e della sua terza moglie, Deborah Jean Montgomery Minardos. Nato dopo la morte del padre, è il quarto attore a portare il nome di Tyrone Power: il primo è il suo bisnonno irlandese, l'attore Tyrone Power (1797), mentre il secondo è suo nonno Tyrone Power Sr. Sposato con l'attrice canadese Carla Collins, come cantante ha partecipato al Festival di Sanremo 1991, presentando Just Married, la versione in inglese di Oggi sposi, canzone cantata da Al Bano e Romina Power.

## Filmografia
- Cocoon - L'energia dell'universo (Cocoon), regia di Ron Howard (1985)
- Le ragazze vogliono solo divertirsi (Shag), regia di Zelda Barron (1988)
- Cocoon - Il ritorno (Cocoon: The Return), regia di Daniel Petrie (1988)
- Cin Cin – serie TV, episodio 7x13 (1989)
- California Casanova, regia di Nat Christian (1991)
- Soulmates, regia di Thunder Levin (1992)
- Healer, regia di John G. Thomas (1994)
- Last Chance Love, regia di Ankie Lau (1997)
- California Myth, regia di Michel Katz (1999)
- The Beautiful Illusion, regia di Nadya Wynd – mediometraggio (2001)
- Leaving the Land, regia di Steve Kanaly (2002)
- Lorelei, regia di Shinji Higuchi (2005)
- Downside, regia di Dwight Brooks (2006)
- Love and Honor, regia di Dwight Brooks (2007)
- Beautiful – soap opera, 2 episodi (2009)
- Bitch Slap - Le superdotate (Bitch Slap), regia di Rick Jacobson (2009)
- Dreamkiller, regia di Catherine C. Pirotta (2010)
- The Christmas Colt, regia di Gregory Alosio (2013)
- High Risk, regia di Dwight Brooks (2014)
- Mansion of Blood, regia di Mike Donahue (2015)
- My Friend Violet, regia di Matthew S. Robinson (2016)
- The Last Chapter, regia di Romina Carrisi Power – cortometraggio (2016)
- The Extra, regia di Mike Donahue (2017)
- The Hero of Flight 757, regia di Frank Mora (2019)